# Batcave
Il Batcave è un music club di Londra, famoso per aver ospitato numerosi artisti di genere gothic rock. Prende nome dal rifugio di Batman, la batcaverna.

## Storia
Il locale si trova a Soho, ed è attivo dal luglio del 1982. Inizialmente vi suonavano soprattutto gruppi glamour e new wave; in seguito, il Batcave si affermò gradualmente come "tempio" del gothic rock. L'influenza di questo locale fu tale da giustificare l'uso dell'aggettivo batcaver per riferirsi agli artisti appartenenti al primo filone (alla "vecchia scuola") del "goth".
Fra i nomi che sono tipicamente associati al Batcave si possono citare Alien Sex Fiend, Specimen, Sex Gang Children, Skeletal Family, Robert Smith (leader dei The Cure), Siouxsie Sioux (dei Siouxsie and The Banshees).